# Jigaboo
Jigaboo foi uma banda de rap que fez sucesso nos anos 90. A banda era formada por P.MC, DJ Deco Murphy e MC Suave. Formado por “dois pretos e um branco” (inclusive uma música dizia "O que que tem de estranho? Nunca viu dois preto e um branco?"), Jigaboo é um dos responsáveis pela quebra de preconceito não só na sociedade mas também dentro do Rap, que na época era muito forte.
Suas músicas de maior sucesso foram "Corre-Corre", que tocava exaustivamente no programa Espaço Rap da Rádio 105 FM de São Paulo, e "Vai Pirar", que contou com a participação de Charlie Brown Jr., e bombou nas maiores rádios do país. Essa música, inclusive, teve seu clipe indicado ao prêmio VMB no ano de 2000.
Em 1997, P.MC entrou em contato com a FEBEM e fez apresentações dentro de algumas unidades. Com a imediata identificação dos adolescentes com a proposta, surgiu a ideia de reunir alguns adolescentes para compor uma música. Foi criado então o Projeto Realidade. Deste trabalho surgiu a canção "Realidade", presente no primeiro disco do Jigaboo. A música, que acabou se tornando uma espécie de hino da FEBEM, foi composta conjuntamente entre o Jigaboo e 42 adolescentes das unidades do Complexo do Tatuapé. Esses 42 adolescentes formaram o grupo O Quadrilátero. E, assim, em 2003 foi lançado o álbum Jigaboo Apresenta O Quadrilátero: Quem Esteve Lá Sabe
No começo da década de 2000, misteriosamente o Jigaboo anunciou seu fim. Em 2013, depois de quase uma década de inatividade, o grupo tentou retornar as atividades, lançando os hits “Tamo de Volta” e "Quem só Falou Bem" com uma nova formação, porém sem muitos resultados. E, 2015, já com a formação original, o grupo emitiu uma nota em seu site: “Com muita alegria lançamos nosso novo som, "Tumultuava", uma track que trabalhamos muito, esperamos que todos gostem e aguardem quem vem mais tracks novas, muito obrigado a todos que continuaram espalhando nossos sons e pedindo novos”, comentou P.MC. “Estamos de volta para Tumultuar ainda mais!!!!”, reafirmou Suave.

## Discografia

### Álbuns de Estúdio
- 1999 - As Aparências Enganam[8]
- 2003 - Jigaboo Apresenta O Quadrilátero: Quem Esteve Lá Sabe

### Singles
- 1999 - Corre Corre
- 2000 - Vai Pirar (com Charlie Brown Jr.)
- 2013 - Tamo de Volta e Quem só Falou Bem
- 2015 - Tumultuava

## Prêmios e Indicações
| Ano  | Prêmio                 | Categoria                  | Trabalho Indicado                 | Resultado | Ref.        |
| ---- | ---------------------- | -------------------------- | --------------------------------- | --------- | ----------- |
| 2000 | MTV Video Music Brasil | "Melhor Videoclipe de RAP" | Vai Pirar (Ft. Charlie Brown Jr.) | Indicado  | [ 4 ] [ 9 ] |